# 运嘉高速动车组列车
运嘉高速动车组列车是中国铁路运行于山西省运城市运城北站至浙江省嘉兴市嘉兴南站的高速动车组列车，列车客运里程2069公里，途经山西省、河北省、河南省、安徽省、江苏省、上海市、浙江省一市六省，列车客运乘务由太原局集团太原客运段担当。其中运城北站至嘉兴南站运行11小时59分，使用车次为G1954/1951次；嘉兴南站至运城北站运行12小时10分，使用车次为G1952/1953次。

## 历史
2019年7月10日，太原南~上海虹桥G1954/1951、G1952/1953次列车延长运行区段为运城北站至嘉兴南站。同年12月30日，配合京港高铁商丘至合肥段通车，本对列车在郑州东站至南京南站间调整经由郑阜高铁、京港高铁、宁蓉铁路运行。

## 使用列车
本对列车使用配属太原局集团太原动车运用所的CRH380A，重联运行。